# Cor Bijster
Cor Bijster (Haarlem, 13 december 1922 - Amsterdam, 24 oktober 1998) was een Nederlands wielrenner.
Hij werd in 1947 tweede tijdens het wereldkampioenschap sprint bij de amateurs in Parijs. Een jaar eerder was hij in Zürich derde geworden. 

## Belangrijkste resultaten
1946
 wereldkampioenschap sprint, amateurs
1947
 wereldkampioenschap sprint, amateurs
1950
 Nederlands kampioenschap sprint, profs
criterium Amsterdam
1951
 Nederlands kampioenschap sprint, profs
1952
 Nederlands kampioenschap sprint, profs
1953
 Nederlands kampioenschap stayeren, profs
1954
criterium Apeldoorn
1960
 Nederlands kampioenschap sprint, profs